# Лауреати Державної премії України в галузі науки і техніки (2012)
Державна премія України в галузі науки і техніки — лауреати 2012 року.
На підставі подання Комітету з Державних премій України в галузі науки і техніки Президент України В. Ф. Янукович видав Указ № 279/2013 від 16 травня 2013 року «Про присудження Державних премій України в галузі науки і техніки 2012 року».
На 2012 рік розмір Державної премії України в галузі науки і техніки склав 220 000 гривень кожна. Всього присуджені п'ятнадцять премій за роботи, які мають відповідний дозвіл для публікації у засобах масової інформації та дві премії за підручники.

## Лауреати Державної премії України в галузі науки і техніки 2012 року
| Премійована робота | Лауреати                                                                           | Коротко про лауреата |
| --- | ---------------------------------------------------------------------------------- | --- |
| за цикл наукових праць «Дискретні та функціональні методи теорії наближення та їх застосування» | Макаров Володимир Леонідович [Архівовано 10 жовтня 2016 у Wayback Machine.]        | академік Національної академії наук України, завідувач відділу Інституту математики НАН України |
| за цикл наукових праць «Дискретні та функціональні методи теорії наближення та їх застосування» | Тимоха Олександр Миколайович [Архівовано 10 жовтня 2013 у Wayback Machine.](англ.) | доктор фізико-математичних наук, провідний науковий співробітник Інституту математики НАН України |
| за цикл наукових праць «Дискретні та функціональні методи теорії наближення та їх застосування» | Хлобистов Володимир Володимирович                                                  | доктор фізико-математичних наук, провідний науковий співробітник Інституту математики НАН України |
| за цикл наукових праць «Дискретні та функціональні методи теорії наближення та їх застосування» | Станжицький Олександр Миколайович                                                  | доктор фізико-математичних наук, завідувач кафедри Київського національного університету імені Тараса Шевченка |
| за цикл наукових праць «Дискретні та функціональні методи теорії наближення та їх застосування» | Хапко Роман Степанович                                                             | доктор фізико-математичних наук, завідувач кафедри Львівського національного університету імені Івана Франка |
| за цикл наукових праць «Дискретні та функціональні методи теорії наближення та їх застосування» | Гаврилюк Іван Петрович                                                             | доктор фізико-математичних наук, декан Університету дуальної освіти м. Айзенах (Федеративна Республіка Німеччина) |
| за цикл наукових праць «Дискретні та функціональні методи теорії наближення та їх застосування» | Янович Леонід Олександрович [Архівовано 23 жовтня 2011 у Wayback Machine.](рос.)   | доктор фізико-математичних наук, головний науковий співробітник державної наукової установи «Інститут математики Національної академії наук Білорусі»                                                                         |
| за цикл наукових праць «Дискретні та функціональні методи теорії наближення та їх застосування» | Степанець Олександр Іванович (посмертно)                                           | член-кореспондент Національної академії наук України |
| за роботу «Проблемно-орієнтовані обчислювальні засоби обробки інформації в реальному часі» | Сліпченко Микола Іванович                                                          | доктор фізико-математичних наук, проректор Харківського національного університету радіоелектроніки |
| за роботу «Проблемно-орієнтовані обчислювальні засоби обробки інформації в реальному часі» | Руденко Олег Григорійович                                                          | доктор технічних наук, завідувач кафедри Харківського національного університету радіоелектроніки |
| за роботу «Проблемно-орієнтовані обчислювальні засоби обробки інформації в реальному часі» | Сотников Олег Михайлович                                                           | кандидат технічних наук, провідний науковий співробітник Харківського національного університету радіоелектроніки |
| за роботу «Проблемно-орієнтовані обчислювальні засоби обробки інформації в реальному часі» | Єлаков Сергій Геннадійович                                                         | старший науковий співробітник Харківського національного університету радіоелектроніки |
| за роботу «Проблемно-орієнтовані обчислювальні засоби обробки інформації в реальному часі» | Яковлєв Юрій Сергійович                                                            | доктор технічних наук, завідувач відділу Інституту кібернетики імені В. М. Глушкова НАН України |
| за роботу «Проблемно-орієнтовані обчислювальні засоби обробки інформації в реальному часі» | Кургаєв Олександр Пилипович                                                        | доктор технічних наук, провідний науковий співробітник Інституту кібернетики імені В. М. Глушкова НАН України |
| за роботу «Проблемно-орієнтовані обчислювальні засоби обробки інформації в реальному часі» | Авксєнтьєв Олексій Юрійович                                                        | молодший науковий співробітник Інституту фізики напівпровідників імені В. Є. Лашкарьова НАН України |
| за роботу «Проблемно-орієнтовані обчислювальні засоби обробки інформації в реальному часі» | Новіков Микита Варфоломійович                                                      | керівник департаменту товариства з обмеженою відповідальністю «Побужський феронікелевий комбінат» |
| за роботу «Проблемно-орієнтовані обчислювальні засоби обробки інформації в реальному часі» | Зінченко Олександр Олексійович (посмертно)                                         | кандидат фізико-математичних наук |
| за роботу «Проблемно-орієнтовані обчислювальні засоби обробки інформації в реальному часі» | Лісовенко Олексій Петрович (посмертно)                                             | |
| за цикл наукових праць «Динаміка пучків частинок високих енергій у кристалічних структурах, керування параметрами пучків та властивостями гамма-випромінення» | Довбня Анатолій Миколайович                                                        | член-кореспондент Національної академії наук України, директор науково-дослідного комплексу «Прискорювач» Національного наукового центру «Харківський фізико-технічний інститут» НАН України                                  |
| за цикл наукових праць «Динаміка пучків частинок високих енергій у кристалічних структурах, керування параметрами пучків та властивостями гамма-випромінення» | Маслов Микола Іванович                                                             | кандидат фізико-математичних наук, начальник відділу Національного наукового центру «Харківський фізико-технічний інститут» НАН України                                                                                       |
| за цикл наукових праць «Динаміка пучків частинок високих енергій у кристалічних структурах, керування параметрами пучків та властивостями гамма-випромінення» | Шраменко Борис Іванович                                                            | доктор фізико-математичних наук, провідний науковий співробітник Національного наукового центру «Харківський фізико-технічний інститут» НАН України                                                                           |
| за цикл наукових праць «Динаміка пучків частинок високих енергій у кристалічних структурах, керування параметрами пучків та властивостями гамма-випромінення» | Ганенко Володимир Борисович                                                        | кандидат фізико-математичних наук, старший науковий співробітник Національного наукового центру «Харківський фізико-технічний інститут» НАН України                                                                           |
| за цикл наукових праць «Динаміка пучків частинок високих енергій у кристалічних структурах, керування параметрами пучків та властивостями гамма-випромінення» | Касілов Валентин Йосипович                                                         | кандидат фізико-математичних наук, старший науковий співробітник Національного наукового центру «Харківський фізико-технічний інститут» НАН України                                                                           |
| за цикл наукових праць «Динаміка пучків частинок високих енергій у кристалічних структурах, керування параметрами пучків та властивостями гамма-випромінення» | Мороховський Віктор Леонідович                                                     | кандидат фізико-математичних наук, старший науковий співробітник Національного наукового центру «Харківський фізико-технічний інститут» НАН України                                                                           |
| за цикл наукових праць «Динаміка пучків частинок високих енергій у кристалічних структурах, керування параметрами пучків та властивостями гамма-випромінення» | Трутень Валентин Іванович                                                          | кандидат фізико-математичних наук, старший науковий співробітник Національного наукового центру «Харківський фізико-технічний інститут» НАН України                                                                           |
| за цикл наукових праць «Динаміка пучків частинок високих енергій у кристалічних структурах, керування параметрами пучків та властивостями гамма-випромінення» | Фомін Сергій Петрович                                                              | кандидат фізико-математичних наук, старший науковий співробітник Національного наукового центру «Харківський фізико-технічний інститут» НАН України                                                                           |
| за цикл наукових праць «Динаміка пучків частинок високих енергій у кристалічних структурах, керування параметрами пучків та властивостями гамма-випромінення» | Коваленко Григорій Дмитрович                                                       | доктор фізико-математичних наук, завідувач лабораторії Українського науково-дослідного інституту екологічних проблем Міністерства екології та природних ресурсів України                                                      |
| за цикл наукових праць «Динаміка пучків частинок високих енергій у кристалічних структурах, керування параметрами пучків та властивостями гамма-випромінення» | Гриненко Анатолій Анатолійович (посмертно)                                         | кандидат фізико-математичних наук |
| за роботу «Ключові технології виробництва кремнієвих сонячних елементів та енергетичних систем на їх основі» | Костильов Віталій Петрович                                                         | доктор фізико-математичних наук, завідувач відділу Інституту фізики напівпровідників імені В. Є. Лашкарьова НАН України |
| за роботу «Ключові технології виробництва кремнієвих сонячних елементів та енергетичних систем на їх основі» | Клюй Микола Іванович                                                               | доктор фізико-математичних наук, завідувач лабораторії Інституту фізики напівпровідників імені В. Є. Лашкарьова НАН України                                                                                                   |
| за роботу «Ключові технології виробництва кремнієвих сонячних елементів та енергетичних систем на їх основі» | Саченко Анатолій Васильович                                                        | доктор фізико-математичних наук, головний науковий співробітник Інституту фізики напівпровідників імені В. Є. Лашкарьова НАН України                                                                                          |
| за роботу «Ключові технології виробництва кремнієвих сонячних елементів та енергетичних систем на їх основі» | Макаров Анатолій Володимирович                                                     | кандидат фізико-математичних наук, старший науковий співробітник Інституту фізики напівпровідників імені В. Є. Лашкарьова НАН України                                                                                         |
| за роботу «Ключові технології виробництва кремнієвих сонячних елементів та енергетичних систем на їх основі» | Шаповалов Віктор Олександрович                                                     | доктор технічних наук, завідувач відділу Інституту електрозварювання імені Є. О. Патона НАН України |
| за роботу «Ключові технології виробництва кремнієвих сонячних елементів та енергетичних систем на їх основі» | Коротинський Олександр Євтіхійович                                                 | доктор технічних наук, завідувач лабораторії Інституту електрозварювання імені Є. О. Патона НАН України |
| за роботу «Ключові технології виробництва кремнієвих сонячних елементів та енергетичних систем на їх основі» | Семенов Олександр Володимирович                                                    | кандидат фізико-математичних наук, старший науковий співробітник Інституту монокристалів Науково-технологічного комплексу «Інститут монокристалів» НАН України                                                                |
| за роботу «Ключові технології виробництва кремнієвих сонячних елементів та енергетичних систем на їх основі» | Скришевський Валерій Антонович                                                     | доктор фізико-математичних наук, завідувач кафедри Київського національного університету імені Тараса Шевченка |
| за роботу «Ключові технології виробництва кремнієвих сонячних елементів та енергетичних систем на їх основі» | Шмирєва Олександра Миколаївна (посмертно)                                          | доктор технічних наук Національного технічного університету України «Київський політехнічний інститут імені Ігоря Сікорського».                                                                                               |
| за роботу «Підвищення маневреності, надійності і економічності енергоблоків з пиловугільними і газомазутними котлами та ефективності систем теплопостачання» | Мисак Йосиф Степанович                                                             | доктор технічних наук, завідувач кафедри Національного університету «Львівська політехніка» |
| за роботу «Підвищення маневреності, надійності і економічності енергоблоків з пиловугільними і газомазутними котлами та ефективності систем теплопостачання» | Пістун Євген Павлович                                                              | доктор технічних наук, завідувач кафедри Національного університету «Львівська політехніка» |
| за роботу «Підвищення маневреності, надійності і економічності енергоблоків з пиловугільними і газомазутними котлами та ефективності систем теплопостачання» | Сігал Ісаак Якович                                                                 | доктор технічних наук, провідний науковий співробітник Інституту газу НАН України |
| за роботу «Підвищення маневреності, надійності і економічності енергоблоків з пиловугільними і газомазутними котлами та ефективності систем теплопостачання» | Кєсова Любов Олександравна                                                         | доктор технічних наук, професор Національного технічного університету України «Київський політехнічний інститут» |
| за роботу «Підвищення маневреності, надійності і економічності енергоблоків з пиловугільними і газомазутними котлами та ефективності систем теплопостачання» | Клуб Михайло Васильович                                                            | заступник начальника котельного цеху відкритого акціонерного товариства по пуску, налагодженню, удосконаленню технології та експлуатації електростанцій і мереж «ЛьвівОРГРЕС»                                                 |
| за роботу «Підвищення маневреності, надійності і економічності енергоблоків з пиловугільними і газомазутними котлами та ефективності систем теплопостачання» | Винницький Іван Петрович                                                           | керівник групи котельного цеху відкритого акціонерного товариства по пуску, налагодженню, удосконаленню технології та експлуатації електростанцій і мереж «ЛьвівОРГРЕС»                                                       |
| за роботу «Підвищення маневреності, надійності і економічності енергоблоків з пиловугільними і газомазутними котлами та ефективності систем теплопостачання» | Ніронович Іван Опанасович                                                          | кандидат технічних наук, президент корпорації «Енергоресурс-інвест» |
| за роботу «Підвищення маневреності, надійності і економічності енергоблоків з пиловугільними і газомазутними котлами та ефективності систем теплопостачання» | Моспан Юлій Михайлович (посмертно)                                                 | заслужений енергетик України, головний інженер Ладижинської ТЕС 1987- 2002 рр. |
| за роботу «Продовження ресурсу трубопровідного транспорту України» | Петрина Дмитро Юрійович                                                            | доктор технічних наук, завідувач кафедри Івано-Франківського національного технічного університету нафти і газу |
| за роботу «Продовження ресурсу трубопровідного транспорту України» | Полутренко Мирослава Степанівна                                                    | кандидат хімічних наук, доцент Івано-Франківського національного технічного університету нафти і газу |
| за роботу «Продовження ресурсу трубопровідного транспорту України» | Федорович Ярослав Теодорович                                                       | кандидат технічних наук, доцент Івано-Франківського національного технічного університету нафти і газу |
| за роботу «Продовження ресурсу трубопровідного транспорту України» | Кичма Андрій Олексійович                                                           | кандидат технічних наук, доцент кафедри Національного університету «Львівська політехніка» |
| за роботу «Продовження ресурсу трубопровідного транспорту України» | Іткін Олександр Феліксович                                                         | доктор технічних наук, голова правління приватного акціонерного товариства "Промислово-виробничий інститут зварювально-ізоляційних технологій при будівництві трубопроводів «Нафтогазбудізоляція»                             |
| за роботу «Продовження ресурсу трубопровідного транспорту України» | Дьомін Юрій Миколайович                                                            | директор приватного акціонерного товариства "Промислово-виробничий інститут зварювально-ізоляційних технологій при будівництві трубопроводів «Нафтогазбудізоляція»                                                            |
| за роботу «Продовження ресурсу трубопровідного транспорту України» | Крупка Василь Олександрович                                                        | заступник директора дочірньої компанії «Укртрансгаз» публічного акціонерного товариства "Національна акціонерна компанія «Нафтогаз України»                                                                                   |
| за роботу «Продовження ресурсу трубопровідного транспорту України» | Лохман Ігор Вікторович                                                             | головний інженер дочірньої компанії «Укртрансгаз» публічного акціонерного товариства "Національна акціонерна компанія «Нафтогаз України»                                                                                      |
| за роботу «Продовження ресурсу трубопровідного транспорту України» | Банахевич Юрій Володимирович                                                       | доктор технічних наук, начальник відділу дочірньої компанії «Укртрансгаз» публічного акціонерного товариства "Національна акціонерна компанія «Нафтогаз України»                                                              |
| за роботу «Продовження ресурсу трубопровідного транспорту України» | Драгілєв Андрій Володимирович                                                      | кандидат технічних наук, директор приватного підприємства «Інжинірингові технології» |
| за розробку та впровадження техніки і технології виготовлення та застосування високоефективних, безпечних емульсійних вибухових речовин на кар'єрах України | Купрін Віталій Павлович                                                            | доктор хімічних наук, професор Українського державного хіміко-технологічного університету |
| за розробку та впровадження техніки і технології виготовлення та застосування високоефективних, безпечних емульсійних вибухових речовин на кар'єрах України | Монаков Валентин Федорович                                                         | голова правління публічного акціонерного товариства "Промислово-виробниче підприємство «Кривбасвибухпром» |
| за розробку та впровадження техніки і технології виготовлення та застосування високоефективних, безпечних емульсійних вибухових речовин на кар'єрах України | Макаров Олег Ігорович                                                              | кандидат технічних наук, головний технолог публічного акціонерного товариства "Промислово-виробниче підприємство «Кривбасвибухпром»                                                                                           |
| за розробку та впровадження техніки і технології виготовлення та застосування високоефективних, безпечних емульсійних вибухових речовин на кар'єрах України | Колтунов Олег Вікторович                                                           | начальник відділу публічного акціонерного товариства "Промислово-виробниче підприємство «Кривбасвибухпром» |
| за розробку та впровадження техніки і технології виготовлення та застосування високоефективних, безпечних емульсійних вибухових речовин на кар'єрах України | Савченко Микола Васильович                                                         | кандидат технічних наук, технічний директор товариства з обмеженою відповідальністю «Іст-Форт» |
| за розробку та впровадження техніки і технології виготовлення та застосування високоефективних, безпечних емульсійних вибухових речовин на кар'єрах України | Носов Володимир Миколайович                                                        | Кандидат технічних наук, голова наглядової ради приватного акціонерного товариства «Українська фінансова компанія». Нині співвласник «ООО «Бластко» в окупованому Криму, що виробляє вибухові матеріали.                      |
| за розробку та впровадження техніки і технології виготовлення та застосування високоефективних, безпечних емульсійних вибухових речовин на кар'єрах України | Іщенко Микола Іванович                                                             | кандидат економічних наук, директор гірничодобувного дивізіону товариства з обмеженою відповідальністю «Метінвест холдинг» |
| за розробку та впровадження техніки і технології виготовлення та застосування високоефективних, безпечних емульсійних вибухових речовин на кар'єрах України | Вілкул Олександр Юрійович                                                          | Віце-прем'єр-міністр України |
| за розробку та впровадження техніки і технології виготовлення та застосування високоефективних, безпечних емульсійних вибухових речовин на кар'єрах України | Крисін Родерік Сімонович (посмертно)                                               | доктор технічних наук |
| за цикл наукових праць «Механізми функціонування органів системи травлення» | Остапченко Людмила Іванівна                                                        | доктор біологічних наук, директор навчально-наукового центру «Інститут біології» Київського національного університету імені Тараса Шевченка                                                                                  |
| за цикл наукових праць «Механізми функціонування органів системи травлення» | Берегова Тетяна Володимирівна                                                      | доктор біологічних наук, завідувач лабораторії навчально-наукового центру «Інститут біології» Київського національного університету імені Тараса Шевченка                                                                     |
| за цикл наукових праць «Механізми функціонування органів системи травлення» | Толстанова Ганна Миколаївна                                                        | доктор біологічних наук, доцент навчально-наукового центру «Інститут біології» Київського національного університету імені Тараса Шевченка                                                                                    |
| за цикл наукових праць «Механізми функціонування органів системи травлення» | Фалалєєва Тетяна Михайлівна                                                        | доктор біологічних наук, старший науковий співробітник навчально-наукового центру «Інститут біології» Київського національного університету імені Тараса Шевченка                                                             |
| за цикл наукових праць «Механізми функціонування органів системи травлення» | Поляченко Юрій Володимирович                                                       | доктор медичних наук, народний депутат України |
| за цикл наукових праць «Механізми функціонування органів системи травлення» | Цвіліховський Микола Іванович                                                      | доктор біологічних наук, директор навчально-наукового Інституту ветеринарної медицини та якості і безпеки продукції тваринництва Національного університету біоресурсів і природокористування України                         |
| за цикл наукових праць «Механізми функціонування органів системи травлення» | Грищенко Вікторія Анатоліївна                                                      | доктор ветеринарних наук, професор Національного університету біоресурсів і природокористування України |
| за цикл наукових праць «Механізми функціонування органів системи травлення» | Калачнюк Лілія Григорівна                                                          | доктор біологічних наук, доцент Національного університету біоресурсів і природокористування України |
| за цикл наукових праць «Механізми функціонування органів системи травлення» | Суходоля Анатолій Іванович                                                         | доктор медичних наук, декан Вінницького національного медичного університету імені М. І. Пирогова |
| за цикл наукових праць «Механізми функціонування органів системи травлення» | Любецька Тетяна Валентинівна (посмертно)                                           | доктор ветеринарних наук |
| за роботу «Технології діагностики і лікування алергічних захворювань органів дихання із застосуванням вітчизняних препаратів алергенів» | Заболотний Дмитро Ілліч                                                            | доктор медичних наук, директор державної установи «Інститут отоларингології імені професора О. С. Коломійченка Національної академії медичних наук України»                                                                   |
| за роботу «Технології діагностики і лікування алергічних захворювань органів дихання із застосуванням вітчизняних препаратів алергенів» | Мельников Олег Феодосійович                                                        | доктор медичних наук, завідувач лабораторії державної установи «Інститут отоларингології імені професора О. С. Коломійченка Національної академії медичних наук України»                                                      |
| за роботу «Технології діагностики і лікування алергічних захворювань органів дихання із застосуванням вітчизняних препаратів алергенів» | Гогунська Інна Володимирівна                                                       | доктор медичних наук, заступник керівника центру алергічних захворювань верхніх дихальних шляхів державної установи «Інститут отоларингології імені професора О. С. Коломійченка Національної академії медичних наук України» |
| за роботу «Технології діагностики і лікування алергічних захворювань органів дихання із застосуванням вітчизняних препаратів алергенів» | Пухлик Борис Михайлович                                                            | доктор медичних наук, директор товариства з обмеженою відповідальністю «Імунолог» |
| за роботу «Технології діагностики і лікування алергічних захворювань органів дихання із застосуванням вітчизняних препаратів алергенів» | Гонько Віра Миколаївна                                                             | завідувач виробництва товариства з обмеженою відповідальністю «Імунолог» |
| за роботу «Інноваційні технології підвищення ефективності харчових виробництв» | Яровий Володимир Леонідович                                                        | кандидат технічних наук, перший проректор Національного університету харчових технологій |
| за роботу «Інноваційні технології підвищення ефективності харчових виробництв» | Шевченко Олександр Юхимович                                                        | доктор технічних наук, декан Національного університету харчових технологій |
| за роботу «Інноваційні технології підвищення ефективності харчових виробництв» | Соколенко Анатолій Іванович                                                        | доктор технічних наук, завідувач кафедри Національного університету харчових технологій |
| за роботу «Інноваційні технології підвищення ефективності харчових виробництв» | Піддубний Володимир Антонович                                                      | доктор технічних наук, головний науковий співробітник Національного університету харчових технологій |
| за роботу «Інноваційні технології підвищення ефективності харчових виробництв» | Мазаракі Анатолій Антонович                                                        | доктор економічних наук, ректор Київського національного торговельно-економічного університету |
| за роботу «Інноваційні технології підвищення ефективності харчових виробництв» | Сукманов Валерій Олександрович                                                     | доктор технічних наук, завідувач кафедри Донецького національного університету економіки і торгівлі імені Михайла Туган-Барановського                                                                                         |
| за роботу «Інноваційні технології підвищення ефективності харчових виробництв» | Мацко Олександр Петрович                                                           | кандидат технічних наук, генеральний директор Української корпорації по виноградарству і виноробній промисловості «Укрвинпром»                                                                                                |
| за роботу «Інноваційні технології підвищення ефективності харчових виробництв» | Дзіс Анатолій Созонович                                                            | президент публічного акціонерного товариства "Київська кондитерська фабрика «Рошен» |
| за роботу «Інноваційні технології підвищення ефективності харчових виробництв» | Бобов Геннадій Борисович                                                           | народний депутат України |
| за роботу «Інноваційні технології підвищення ефективності харчових виробництв» | Гросман Олег Олександрович                                                         | генеральний директор товариства з обмеженою відповідальністю «Агрополіс» |
| за роботу «Бобово-ризобіальні системи в сучасному землеробстві» | Петриченко Василь Флорович                                                         | доктор сільськогосподарських наук, президент Національної академії аграрних наук України |
| за роботу «Бобово-ризобіальні системи в сучасному землеробстві» | Коць Сергій Ярославович                                                            | доктор біологічних наук, заступник директора Інституту фізіології рослин і генетики НАН України |
| за роботу «Бобово-ризобіальні системи в сучасному землеробстві» | Маліченко Світлана Марківна                                                        | кандидат біологічних наук, старший науковий співробітник Інституту фізіології рослин і генетики НАН України |
| за роботу «Бобово-ризобіальні системи в сучасному землеробстві» | Михайлов Вячеслав Григорович                                                       | доктор сільськогосподарських наук, головний науковий співробітник Національного наукового центру «Інститут землеробства Національної академії аграрних наук України»                                                          |
| за роботу «Бобово-ризобіальні системи в сучасному землеробстві» | Бабич Анатолій Олександрович                                                       | доктор сільськогосподарських наук, завідувач відділу Інституту кормів та сільського господарства Поділля Національної академії аграрних наук України                                                                          |
| за роботу «Бобово-ризобіальні системи в сучасному землеробстві» | Іванюк Сергій Васильович                                                           | кандидат сільськогосподарських наук, завідувач лабораторії Інституту кормів та сільського господарства Поділля Національної академії аграрних наук України                                                                    |
| за роботу «Бобово-ризобіальні системи в сучасному землеробстві» | Антипчук Адель Федорівна                                                           | доктор біологічних наук, завідувач кафедри Відкритого міжнародного університету розвитку людини «Україна» |
| за роботу «Бобово-ризобіальні системи в сучасному землеробстві» | Тимченко Віктор Наумович                                                           | кандидат економічних наук, президент асоціації «Українська асоціація виробників і переробників сої» |
| за роботу «Бобово-ризобіальні системи в сучасному землеробстві» | Мисик Володимир Юрійович                                                           | народний депутат України |
| за роботу «Бобово-ризобіальні системи в сучасному землеробстві» | Патика Микола Володимирович                                                        | доктор сільськогосподарських наук, провідний науковий співробітник державної наукової установи Всеросійський науково-дослідний інститут сільськогосподарської мікробіології РАСГН, м. Санкт-Петербург (Російська Федерація)   |
| за створення рідинного ракетного двигуна для верхніх ступенів ракет-носіїв | Шульга Володимир Андрійович                                                        | кандидат технічних наук, заступник головного конструктора державного підприємства «Конструкторське бюро „Південне“ імені М. К. Янгеля»                                                                                        |
| за створення рідинного ракетного двигуна для верхніх ступенів ракет-носіїв | Коваленко Віктор Миколайович                                                       | начальник відділу державного підприємства «Конструкторське бюро „Південне“ імені М. К. Янгеля» |
| за створення рідинного ракетного двигуна для верхніх ступенів ракет-носіїв | Конох Володимир Іванович                                                           | кандидат технічних наук, начальник відділу державного підприємства «Конструкторське бюро „Південне“ імені М. К. Янгеля» |
| за створення рідинного ракетного двигуна для верхніх ступенів ракет-носіїв | Переверзєв Володимир Григорович                                                    | головний спеціаліст державного підприємства «Конструкторське бюро „Південне“ імені М. К. Янгеля» |
| за створення рідинного ракетного двигуна для верхніх ступенів ракет-носіїв | Яковенко Микола Миколайович                                                        | начальник цеху державного підприємства «Виробниче об'єднання Південний машинобудівний завод імені О. М. Макарова» |
| за створення рідинного ракетного двигуна для верхніх ступенів ракет-носіїв | Лашенков Ігор Всеволодович                                                         | начальник відділу державного підприємства «Виробниче об'єднання Південний машинобудівний завод імені О. М. Макарова» |
| за створення рідинного ракетного двигуна для верхніх ступенів ракет-носіїв | Фролов Валерій Вікторович                                                          | головний спеціаліст державного підприємства «Виробниче об'єднання Південний машинобудівний завод імені О. М. Макарова» |
| за створення рідинного ракетного двигуна для верхніх ступенів ракет-носіїв | Засуха Сергій Олексійович                                                          | заступник Голови Державного космічного агентства України |
| за створення рідинного ракетного двигуна для верхніх ступенів ракет-носіїв | Шнякін Володимир Миколайович (посмертно)                                           | кандидат технічних наук |
| за створення рідинного ракетного двигуна для верхніх ступенів ракет-носіїв | Пінягин Віктор Дмитрович (посмертно)                                               | |
| за роботу «Ресурсозберігаючі технології металургійного виробництва на основі використання українського вугілля» | Ярошевський Станіслав Львович                                                      | доктор технічних наук, професор Донецького національного технічного університету |
| за роботу «Ресурсозберігаючі технології металургійного виробництва на основі використання українського вугілля» | Старовойт Анатолій Григорович                                                      | доктор технічних наук, завідувач кафедри Національної металургійної академії України |
| за роботу «Ресурсозберігаючі технології металургійного виробництва на основі використання українського вугілля» | Шульга Ігор Володимирович                                                          | кандидат технічних наук, завідувач відділу державного підприємства «Український державний науково-дослідний вуглехімічний інститут (УХІН)»                                                                                    |
| за роботу «Ресурсозберігаючі технології металургійного виробництва на основі використання українського вугілля» | Філатов Юрій Васильович                                                            | кандидат технічних наук, голова наглядової ради приватного акціонерного товариства «Донецьксталь» — металургійний завод" |
| за роботу «Ресурсозберігаючі технології металургійного виробництва на основі використання українського вугілля» | Ємченко Андрій Валентинович                                                        | кандидат технічних наук, заступник генерального директора приватного акціонерного товариства «Донецьксталь» — металургійний завод"                                                                                            |
| за роботу «Ресурсозберігаючі технології металургійного виробництва на основі використання українського вугілля» | Попов Валерій Євгенович                                                            | начальник цеху приватного акціонерного товариства «Донецьксталь» — металургійний завод" |
| за роботу «Ресурсозберігаючі технології металургійного виробництва на основі використання українського вугілля» | Коломійченко Олександр Іванович                                                    | голова правління приватного акціонерного товариства «Макіївкокс» |
| за роботу «Ресурсозберігаючі технології металургійного виробництва на основі використання українського вугілля» | Кауфман Семен Ілліч                                                                | головний інженер публічного акціонерного товариства «Авдіївський коксохімічний завод» |
| за роботу «Ресурсозберігаючі технології металургійного виробництва на основі використання українського вугілля» | Гусак Володимир Георгійович                                                        | директор з закупівель та логістики товариства з обмеженою відповідальністю «Метінвест холдинг» |
| за роботу «Ресурсозберігаючі технології металургійного виробництва на основі використання українського вугілля» | Кузнєцов Олександр Михайлович                                                      | кандидат технічних наук, начальник цеху публічного акціонерного товариства «Єнакіївський металургійний завод» |
| за розробку та впровадження нових ресурсозберігаючих і техногенно безпечних технологій будівництва метрополітенів і тунелів в Україні | Петренко Володимир Іванович                                                        | кандидат технічних наук, генеральний директор публічного акціонерного товариства «Київметробуд» |
| за розробку та впровадження нових ресурсозберігаючих і техногенно безпечних технологій будівництва метрополітенів і тунелів в Україні | Ліхман Сергій Миколайович                                                          | головний інженер публічного акціонерного товариства «Київметробуд» |
| за розробку та впровадження нових ресурсозберігаючих і техногенно безпечних технологій будівництва метрополітенів і тунелів в Україні | Михайлюк Леонід Олександрович                                                      | начальник будівельно-монтажного управління № 6 публічного акціонерного товариства «Київметробуд» |
| за розробку та впровадження нових ресурсозберігаючих і техногенно безпечних технологій будівництва метрополітенів і тунелів в Україні | Білоус Микола Васильович                                                           | кандидат технічних наук, директор дочірнього підприємства «Укргеодезмарк» публічного акціонерного товариства «Київметробуд»                                                                                                   |
| за розробку та впровадження нових ресурсозберігаючих і техногенно безпечних технологій будівництва метрополітенів і тунелів в Україні | Тютькін Олексій Леонідович                                                         | кандидат технічних наук, доцент Дніпропетровського національного університету залізничного транспорту імені академіка В.Лазаряна                                                                                              |
| за розробку та впровадження нових ресурсозберігаючих і техногенно безпечних технологій будівництва метрополітенів і тунелів в Україні | Янікін Віктор Володимирович                                                        | директор державного підприємства "Проектний інститут «Укрметротунельпроект» |
| за розробку та впровадження нових ресурсозберігаючих і техногенно безпечних технологій будівництва метрополітенів і тунелів в Україні | Крашньов Сергій Михайлович                                                         | головний інженер державного підприємства "Проектний інститут «Укрметротунельпроект» |
| за розробку та впровадження нових ресурсозберігаючих і техногенно безпечних технологій будівництва метрополітенів і тунелів в Україні | Охотніков Олександр Костянтинович                                                  | директор структурного підрозділу «Дирекція будівництва метрополітену» комунального підприємства «Київський метрополітен» |
| за розробку та впровадження нових ресурсозберігаючих і техногенно безпечних технологій будівництва метрополітенів і тунелів в Україні | Ярмоленко Володимир Іванович                                                       | генеральний директор приватного акціонерного товариства «Метробуд» |
| за розробку та впровадження нових ресурсозберігаючих і техногенно безпечних технологій будівництва метрополітенів і тунелів в Україні | Айвазов Юрій Миколайович (посмертно)                                               | доктор технічних наук |
| за роботу «Реалізація стратегії інноваційного розвитку на основі новітніх алгоритмів управління» | Даниленко Анатолій Іванович                                                        | член-кореспондент Національної академії наук України, заступник директора державної установи «Інститут економіки та прогнозування НАН України»                                                                                |
| за роботу «Реалізація стратегії інноваційного розвитку на основі новітніх алгоритмів управління» | Федулова Любов Іванівна                                                            | доктор економічних наук, завідувач відділу державної установи «Інститут економіки та прогнозування НАН України» |
| за роботу «Реалізація стратегії інноваційного розвитку на основі новітніх алгоритмів управління» | Пепеляєв Володимир Анатолійович                                                    | доктор фізико-математичних наук, завідувач відділу Інституту кібернетики імені В. М. Глушкова НАН України |
| за роботу «Реалізація стратегії інноваційного розвитку на основі новітніх алгоритмів управління» | Литвиненко Олександр Євгенійович                                                   | доктор технічних наук, завідувач кафедри Національного авіаційного університету |
| за роботу «Реалізація стратегії інноваційного розвитку на основі новітніх алгоритмів управління» | Шпильовий Василь Дмитрович                                                         | кандидат технічних наук, завідувач кафедри Національного авіаційного університету |
| за роботу «Реалізація стратегії інноваційного розвитку на основі новітніх алгоритмів управління» | Шпильова Тетяна Іванівна                                                           | кандидат технічних наук, професор Національного авіаційного університету |
| за роботу «Реалізація стратегії інноваційного розвитку на основі новітніх алгоритмів управління» | Захаренко Микола Іванович                                                          | доктор фізико-математичних наук, професор Київського національного університету імені Тараса Шевченка |
| за роботу «Реалізація стратегії інноваційного розвитку на основі новітніх алгоритмів управління» | Бажал Юрій Миколайович                                                             | доктор економічних наук, завідувач кафедри Національного університету «Києво-Могилянська академія» |
| за роботу «Реалізація стратегії інноваційного розвитку на основі новітніх алгоритмів управління» | Гриньова Марина Вікторівна                                                         | доктор педагогічних наук, декан Полтавського національного педагогічного університету імені В. Г. Короленка |
| за цикл підручників «Основи теорії кіл», «Електродинаміка та поширення радіохвиль» 1. Основи теорії кіл. — Ч.1. Харків: ХНУРЕ: «Колегіум», 2004. — 436 с. 2. Основи теорії кіл. — Ч.2. Харків: ХНУРЕ: «Колегіум», 2006. — 668 с. 3. Електродинаміка та поширення радіохвиль. — Ч.1. Харків: ХНУРЕ, «Колегіум», 2009. — 286 с. 4. Електродинаміка та поширення радіохвиль. — Ч.2. Харків: ХНУРЕ, «Колегіум», 2010. — 435 с. | Шокало Володимир Михайлович (посмертно)                                            | доктор технічних наук |
| за цикл підручників «Основи теорії кіл», «Електродинаміка та поширення радіохвиль» 1. Основи теорії кіл. — Ч.1. Харків: ХНУРЕ: «Колегіум», 2004. — 436 с. 2. Основи теорії кіл. — Ч.2. Харків: ХНУРЕ: «Колегіум», 2006. — 668 с. 3. Електродинаміка та поширення радіохвиль. — Ч.1. Харків: ХНУРЕ, «Колегіум», 2009. — 286 с. 4. Електродинаміка та поширення радіохвиль. — Ч.2. Харків: ХНУРЕ, «Колегіум», 2010. — 435 с. | Коваль Юрій Олександрович                                                          | доктор технічних наук, професор Харківського національного університету радіоелектроніки |
| за цикл підручників «Основи теорії кіл», «Електродинаміка та поширення радіохвиль» 1. Основи теорії кіл. — Ч.1. Харків: ХНУРЕ: «Колегіум», 2004. — 436 с. 2. Основи теорії кіл. — Ч.2. Харків: ХНУРЕ: «Колегіум», 2006. — 668 с. 3. Електродинаміка та поширення радіохвиль. — Ч.1. Харків: ХНУРЕ, «Колегіум», 2009. — 286 с. 4. Електродинаміка та поширення радіохвиль. — Ч.2. Харків: ХНУРЕ, «Колегіум», 2010. — 435 с. | Усін Володимир Ананійович                                                          | доктор технічних наук, професор Харківського національного університету радіоелектроніки |
| за цикл підручників «Основи теорії кіл», «Електродинаміка та поширення радіохвиль» 1. Основи теорії кіл. — Ч.1. Харків: ХНУРЕ: «Колегіум», 2004. — 436 с. 2. Основи теорії кіл. — Ч.2. Харків: ХНУРЕ: «Колегіум», 2006. — 668 с. 3. Електродинаміка та поширення радіохвиль. — Ч.1. Харків: ХНУРЕ, «Колегіум», 2009. — 286 с. 4. Електродинаміка та поширення радіохвиль. — Ч.2. Харків: ХНУРЕ, «Колегіум», 2010. — 435 с. | Милютченко Іван Олександрович                                                      | кандидат технічних наук, професор Харківського національного університету радіоелектроніки |
| за цикл підручників «Основи теорії кіл», «Електродинаміка та поширення радіохвиль» 1. Основи теорії кіл. — Ч.1. Харків: ХНУРЕ: «Колегіум», 2004. — 436 с. 2. Основи теорії кіл. — Ч.2. Харків: ХНУРЕ: «Колегіум», 2006. — 668 с. 3. Електродинаміка та поширення радіохвиль. — Ч.1. Харків: ХНУРЕ, «Колегіум», 2009. — 286 с. 4. Електродинаміка та поширення радіохвиль. — Ч.2. Харків: ХНУРЕ, «Колегіум», 2010. — 435 с. | Грецьких Дмитро Вячеславович                                                       | кандидат технічних наук, доцент Харківського національного університету радіоелектроніки |
| за цикл підручників «Основи теорії кіл», «Електродинаміка та поширення радіохвиль» 1. Основи теорії кіл. — Ч.1. Харків: ХНУРЕ: «Колегіум», 2004. — 436 с. 2. Основи теорії кіл. — Ч.2. Харків: ХНУРЕ: «Колегіум», 2006. — 668 с. 3. Електродинаміка та поширення радіохвиль. — Ч.1. Харків: ХНУРЕ, «Колегіум», 2009. — 286 с. 4. Електродинаміка та поширення радіохвиль. — Ч.2. Харків: ХНУРЕ, «Колегіум», 2010. — 435 с. | Рибін Олександр Іванович                                                           | доктор технічних наук, декан Національного технічного університету України «Київський політехнічний інститут» |
| за цикл підручників «Основи теорії кіл», «Електродинаміка та поширення радіохвиль» 1. Основи теорії кіл. — Ч.1. Харків: ХНУРЕ: «Колегіум», 2004. — 436 с. 2. Основи теорії кіл. — Ч.2. Харків: ХНУРЕ: «Колегіум», 2006. — 668 с. 3. Електродинаміка та поширення радіохвиль. — Ч.1. Харків: ХНУРЕ, «Колегіум», 2009. — 286 с. 4. Електродинаміка та поширення радіохвиль. — Ч.2. Харків: ХНУРЕ, «Колегіум», 2010. — 435 с. | Вунтесмеря Володимир Семенович                                                     | кандидат технічних наук, доцент Національного технічного університету України «Київський політехнічний інститут» |
| за цикл підручників «Основи теорії кіл», «Електродинаміка та поширення радіохвиль» 1. Основи теорії кіл. — Ч.1. Харків: ХНУРЕ: «Колегіум», 2004. — 436 с. 2. Основи теорії кіл. — Ч.2. Харків: ХНУРЕ: «Колегіум», 2006. — 668 с. 3. Електродинаміка та поширення радіохвиль. — Ч.1. Харків: ХНУРЕ, «Колегіум», 2009. — 286 с. 4. Електродинаміка та поширення радіохвиль. — Ч.2. Харків: ХНУРЕ, «Колегіум», 2010. — 435 с. | Гринченко Людмила Василівна                                                        | кандидат технічних наук, пенсіонер |
| за цикл підручників «Україна в світовій політиці» 1. Міжнародні системи і глобальний розвиток. — К.: ВПЦ «Київський університет», 2008. — 606 с. 2. Україна в постбіполярній системі міжнародних відносин. — К.: ВПЦ «Київський університет», 2008. — 512 с. 3. Міжнародні відносини та світова політика. — К.: ВПЦ «Київський університет», 2010. — 863 с.                                                                | Копійка Валерій Володимирович                                                      | доктор політичних наук, директор Інституту міжнародних відносин Київського національного університету імені Тараса Шевченка                                                                                                   |
| за цикл підручників «Україна в світовій політиці» 1. Міжнародні системи і глобальний розвиток. — К.: ВПЦ «Київський університет», 2008. — 606 с. 2. Україна в постбіполярній системі міжнародних відносин. — К.: ВПЦ «Київський університет», 2008. — 512 с. 3. Міжнародні відносини та світова політика. — К.: ВПЦ «Київський університет», 2010. — 863 с.                                                                | Манжола Володимир Андрійович                                                       | доктор історичних наук, завідувач кафедри Київського національного університету імені Тараса Шевченка |
| за цикл підручників «Україна в світовій політиці» 1. Міжнародні системи і глобальний розвиток. — К.: ВПЦ «Київський університет», 2008. — 606 с. 2. Україна в постбіполярній системі міжнародних відносин. — К.: ВПЦ «Київський університет», 2008. — 512 с. 3. Міжнародні відносини та світова політика. — К.: ВПЦ «Київський університет», 2010. — 863 с.                                                                | Галака Сергій Павлович                                                             | доктор політичних наук, професор Київського національного університету імені Тараса Шевченка |
| за цикл підручників «Україна в світовій політиці» 1. Міжнародні системи і глобальний розвиток. — К.: ВПЦ «Київський університет», 2008. — 606 с. 2. Україна в постбіполярній системі міжнародних відносин. — К.: ВПЦ «Київський університет», 2008. — 512 с. 3. Міжнародні відносини та світова політика. — К.: ВПЦ «Київський університет», 2010. — 863 с.                                                                | Головченко Володимир Іванович                                                      | доктор політичних наук, професор Київського національного університету імені Тараса Шевченка |
| за цикл підручників «Україна в світовій політиці» 1. Міжнародні системи і глобальний розвиток. — К.: ВПЦ «Київський університет», 2008. — 606 с. 2. Україна в постбіполярній системі міжнародних відносин. — К.: ВПЦ «Київський університет», 2008. — 512 с. 3. Міжнародні відносини та світова політика. — К.: ВПЦ «Київський університет», 2010. — 863 с.                                                                | Коппель Олена Арнольдівна                                                          | доктор історичних наук, професор Київського національного університету імені Тараса Шевченка |
| за цикл підручників «Україна в світовій політиці» 1. Міжнародні системи і глобальний розвиток. — К.: ВПЦ «Київський університет», 2008. — 606 с. 2. Україна в постбіполярній системі міжнародних відносин. — К.: ВПЦ «Київський університет», 2008. — 512 с. 3. Міжнародні відносини та світова політика. — К.: ВПЦ «Київський університет», 2010. — 863 с.                                                                | Крушинський Вадим Юрійович                                                         | доктор політичних наук, професор Київського національного університету імені Тараса Шевченка |
| за цикл підручників «Україна в світовій політиці» 1. Міжнародні системи і глобальний розвиток. — К.: ВПЦ «Київський університет», 2008. — 606 с. 2. Україна в постбіполярній системі міжнародних відносин. — К.: ВПЦ «Київський університет», 2008. — 512 с. 3. Міжнародні відносини та світова політика. — К.: ВПЦ «Київський університет», 2010. — 863 с.                                                                | Пархомчук Олена Станіславівна                                                      | доктор політичних наук, професор Київського національного університету імені Тараса Шевченка |
| за цикл підручників «Україна в світовій політиці» 1. Міжнародні системи і глобальний розвиток. — К.: ВПЦ «Київський університет», 2008. — 606 с. 2. Україна в постбіполярній системі міжнародних відносин. — К.: ВПЦ «Київський університет», 2008. — 512 с. 3. Міжнародні відносини та світова політика. — К.: ВПЦ «Київський університет», 2010. — 863 с.                                                                | Андрущенко Світлана Вікторівна                                                     | кандидат політичних наук, доцент Київського національного університету імені Тараса Шевченка |
| за цикл підручників «Україна в світовій політиці» 1. Міжнародні системи і глобальний розвиток. — К.: ВПЦ «Київський університет», 2008. — 606 с. 2. Україна в постбіполярній системі міжнародних відносин. — К.: ВПЦ «Київський університет», 2008. — 512 с. 3. Міжнародні відносини та світова політика. — К.: ВПЦ «Київський університет», 2010. — 863 с.                                                                | Капітоненко Микола Геннадійович                                                    | кандидат політичних наук, доцент Київського національного університету імені Тараса Шевченка |
| за цикл підручників «Україна в світовій політиці» 1. Міжнародні системи і глобальний розвиток. — К.: ВПЦ «Київський університет», 2008. — 606 с. 2. Україна в постбіполярній системі міжнародних відносин. — К.: ВПЦ «Київський університет», 2008. — 512 с. 3. Міжнародні відносини та світова політика. — К.: ВПЦ «Київський університет», 2010. — 863 с.                                                                | Константинов Віктор Юрійович                                                       | кандидат політичних наук, доцент Київського національного університету імені Тараса Шевченка |